# Migliori marcatori NBA
In questa pagina sono elencati i 50 giocatori che hanno segnato più punti nella stagione regolare BAA e NBA dal 1946.
I punti segnati nei playoff, nell'ABA e nella NBL non sono inclusi.

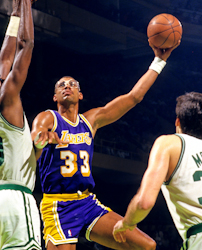
Kareem Abdul-Jabbar ha detenuto il primato di marcature dal 1984 al 2023

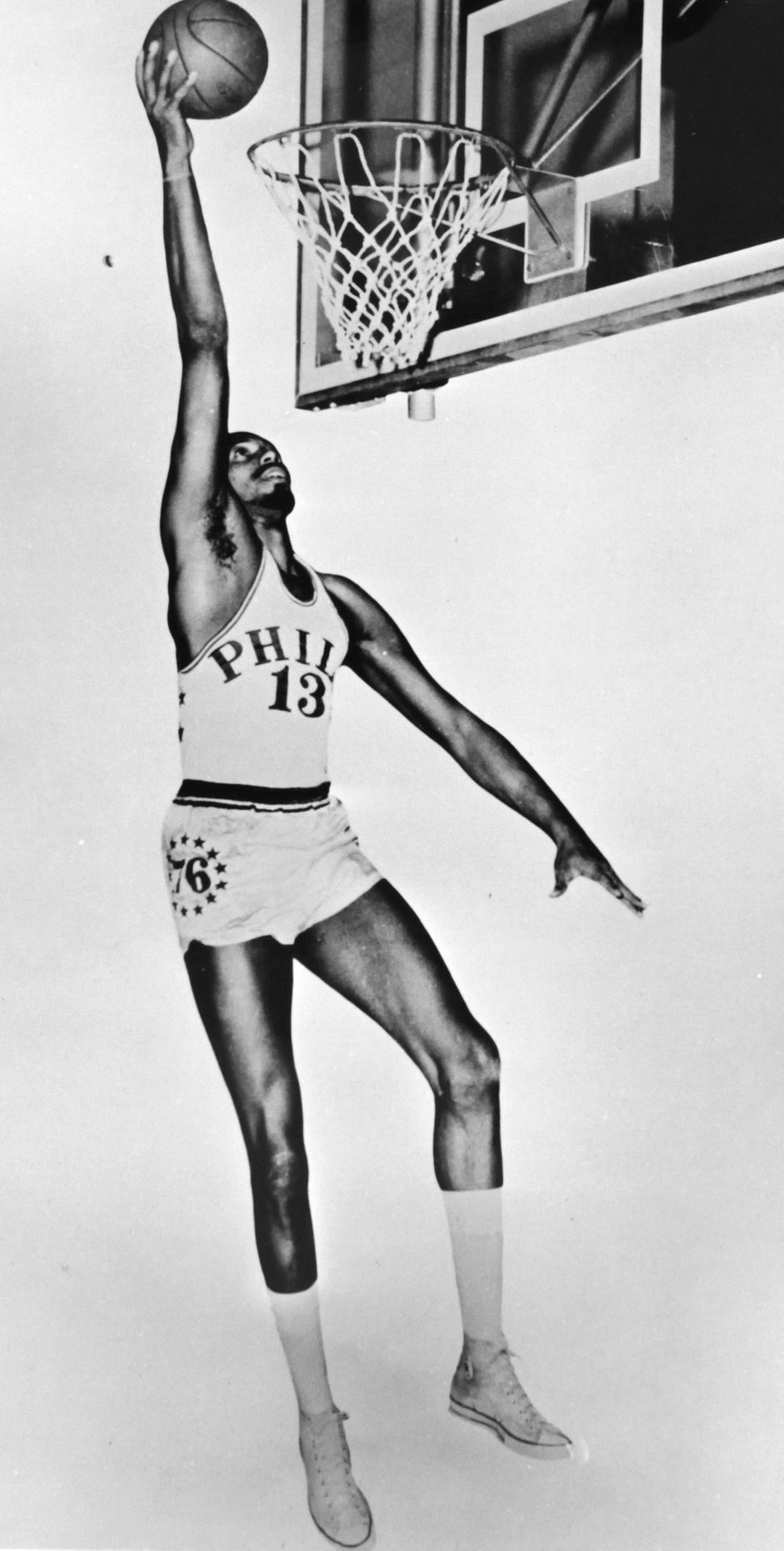
Wilt Chamberlain ha detenuto il record dal 1966 al 1984

## Classifica
Statistiche aggiornate al 14 aprile 2025.
|           | Eletto nella Basketball Hall of Fame                        |
| Grassetto | Ancora in attività                                          |
| *         | Giocatore i cui punti realizzati in ABA non vengono contati |

| #  | Nome                  | Punti | Partite | Media | Ruolo             | Esordio | Ritiro | Squadre |
| -- | --------------------- | ----- | ------- | ----- | ----------------- | ------- | ------ | --- |
| 1  | LeBron James          | 42184 | 1562    | 27,01 | Ala piccola       | 2003    | —      | Cleveland Cavaliers · Miami Heat · Los Angeles Lakers                                                                                           |
| 2  | Kareem Abdul-Jabbar   | 38387 | 1560    | 24,61 | Centro            | 1969    | 1989   | Milwaukee Bucks · Los Angeles Lakers |
| 3  | Karl Malone           | 36928 | 1476    | 25,02 | Ala grande        | 1985    | 2004   | Utah Jazz · Los Angeles Lakers |
| 4  | Kobe Bryant           | 33643 | 1346    | 24,99 | Guardia           | 1996    | 2016   | Los Angeles Lakers |
| 5  | Michael Jordan        | 32292 | 1072    | 30,12 | Guardia           | 1984    | 2003   | Chicago Bulls · Washington Wizards |
| 6  | Dirk Nowitzki         | 31560 | 1522    | 20,74 | Ala grande        | 1998    | 2019   | Dallas Mavericks |
| 7  | Wilt Chamberlain      | 31419 | 1045    | 30,07 | Centro            | 1959    | 1973   | Philadelphia Warriors · San Francisco Warriors · Philadelphia 76ers · Los Angeles Lakers                                                        |
| 8  | Kevin Durant          | 30571 | 1123    | 27,22 | Ala piccola       | 2007    | —      | Seattle SuperSonics · Oklahoma City Thunder · Golden State Warriors · Brooklyn Nets · Phoenix Suns                                              |
| 9  | Shaquille O'Neal      | 28596 | 1207    | 23,69 | Centro            | 1992    | 2011   | Orlando Magic · Los Angeles Lakers · Miami Heat · Phoenix Suns · Cleveland Cavaliers · Boston Celtics                                           |
| 10 | Carmelo Anthony       | 28289 | 1260    | 22,45 | Ala piccola       | 2003    | 2023   | Denver Nuggets · New York Knicks · Oklahoma City Thunder · Houston Rockets · Portland Trail Blazers · Los Angeles Lakers                        |
| 11 | James Harden          | 27687 | 1151    | 24,05 | Guardia           | 2009    | —      | Oklahoma City Thunder · Houston Rockets · Brooklyn Nets · Philadelphia 76ers · Los Angeles Clippers                                             |
| 12 | Moses Malone*         | 27409 | 1329    | 20,62 | Centro            | 1976    | 1995   | Buffalo Braves · Houston Rockets · Philadelphia 76ers · Washington Bullets · Atlanta Hawks · Milwaukee Bucks · San Antonio Spurs                |
| 13 | Elvin Hayes           | 27313 | 1303    | 20,96 | Ala grande        | 1968    | 1984   | San Diego Rockets · Houston Rockets · Baltimore Bullets · Capital Bullets · Washington Bullets                                                  |
| 14 | Hakeem Olajuwon       | 26949 | 1238    | 21,77 | Ala grande/Centro | 1984    | 2002   | Houston Rockets · Toronto Raptors |
| 15 | Oscar Robertson       | 26710 | 1040    | 25,68 | Playmaker         | 1960    | 1974   | Cincinnati Royals · Milwaukee Bucks |
| 16 | Dominique Wilkins     | 26668 | 1074    | 24,83 | Ala piccola       | 1982    | 1999   | Atlanta Hawks · Los Angeles Clippers · Boston Celtics · San Antonio Spurs · Orlando Magic                                                       |
| 17 | Tim Duncan            | 26496 | 1392    | 19,03 | Ala grande        | 1997    | 2016   | San Antonio Spurs |
| 18 | Paul Pierce           | 26397 | 1343    | 19,66 | Ala piccola       | 1998    | 2017   | Boston Celtics · Brooklyn Nets · Washington Wizards · Los Angeles Clippers                                                                      |
| 19 | John Havlicek         | 26395 | 1270    | 20,78 | Ala piccola       | 1962    | 1978   | Boston Celtics |
| 20 | Russell Westbrook     | 26205 | 1237    | 21,18 | Playmaker         | 2008    | —      | Oklahoma City Thunder · Houston Rockets · Washington Wizards · Los Angeles Lakers · Los Angeles Clippers · Denver Nuggets                       |
| 21 | Kevin Garnett         | 26071 | 1462    | 17,83 | Ala grande        | 1995    | 2016   | Minnesota Timberwolves · Boston Celtics · Brooklyn Nets                                                                                         |
| 22 | Vince Carter          | 25728 | 1541    | 16,70 | Guardia           | 1998    | 2020   | Toronto Raptors · New Jersey Nets · Orlando Magic · Phoenix Suns · Dallas Mavericks · Memphis Grizzlies · Sacramento Kings · Atlanta Hawks      |
| 23 | Alex English          | 25613 | 1193    | 21,47 | Ala piccola       | 1976    | 1991   | Milwaukee Bucks · Indiana Pacers · Denver Nuggets · Dallas Mavericks                                                                            |
| 24 | Stephen Curry         | 25386 | 1026    | 24,74 | Playmaker         | 2009    | —      | Golden State Warriors |
| 25 | DeMar DeRozan         | 25292 | 1187    | 21,31 | Guardia           | 2009    | —      | Toronto Raptors · San Antonio Spurs · Chicago Bulls · Sacramento Kings                                                                          |
| 26 | Reggie Miller         | 25279 | 1389    | 18,20 | Guardia           | 1987    | 2005   | Indiana Pacers |
| 27 | Jerry West            | 25192 | 932     | 27,03 | Playmaker         | 1960    | 1974   | Los Angeles Lakers |
| 28 | Patrick Ewing         | 24815 | 1183    | 20,98 | Centro            | 1985    | 2002   | New York Knicks · Seattle SuperSonics · Orlando Magic                                                                                           |
| 29 | Ray Allen             | 24505 | 1300    | 18,85 | Guardia           | 1996    | 2014   | Milwaukee Bucks · Seattle SuperSonics · Boston Celtics · Miami Heat                                                                             |
| 30 | Allen Iverson         | 24368 | 914     | 26,66 | Guardia           | 1996    | 2010   | Philadelphia 76ers · Denver Nuggets · Detroit Pistons · Memphis Grizzlies                                                                       |
| 31 | Charles Barkley       | 23757 | 1073    | 22,14 | Ala grande        | 1984    | 2000   | Philadelphia 76ers · Phoenix Suns · Houston Rockets                                                                                             |
| 32 | Robert Parish         | 23334 | 1611    | 14,48 | Centro            | 1976    | 1997   | Golden State Warriors · Boston Celtics · Charlotte Hornets · Chicago Bulls                                                                      |
| 33 | Adrian Dantley        | 23177 | 955     | 24,27 | Ala piccola       | 1976    | 1992   | Buffalo Braves · Indiana Pacers · Los Angeles Lakers · Utah Jazz · Detroit Pistons · Dallas Mavericks · Milwaukee Bucks                         |
| 34 | Dwyane Wade           | 23165 | 1054    | 21,98 | Guardia           | 2003    | 2019   | Miami Heat · Cleveland Cavaliers · Chicago Bulls                                                                                                |
| 35 | Elgin Baylor          | 23149 | 846     | 27,36 | Ala piccola       | 1958    | 1971   | Minneapolis Lakers · Los Angeles Lakers |
| 36 | Chris Paul            | 23011 | 1354    | 16,99 | Playmaker         | 2005    | —      | New Orleans Hornets · Los Angeles Clippers · Houston Rockets · Oklahoma City Thunder · Phoenix Suns · Golden State Warriors · San Antonio Spurs |
| 37 | Damian Lillard        | 22598 | 900     | 25,11 | Playmaker         | 2012    | —      | Portland Trail Blazers · Milwaukee Bucks |
| 38 | Clyde Drexler         | 22195 | 1086    | 20,44 | Guardia           | 1983    | 1998   | Portland Trail Blazers · Houston Rockets |
| 39 | Gary Payton           | 21813 | 1335    | 16,34 | Playmaker         | 1990    | 2007   | Seattle SuperSonics · Milwaukee Bucks · Los Angeles Lakers · Boston Celtics · Miami Heat                                                        |
| 40 | Larry Bird            | 21791 | 897     | 24,29 | Ala piccola       | 1979    | 1992   | Boston Celtics |
| 41 | Hal Greer             | 21586 | 1122    | 19,24 | Guardia           | 1958    | 1973   | Syracuse Nationals · Philadelphia 76ers |
| 42 | Walt Bellamy          | 20941 | 1043    | 20,08 | Centro            | 1961    | 1974   | Chicago Packers · Chicago Zephyrs · Baltimore Bullets · New York Knicks · Detroit Pistons · Atlanta Hawks · New Orleans Jazz                    |
| 43 | Pau Gasol             | 20894 | 1226    | 17,04 | Centro            | 2001    | 2019   | Memphis Grizzlies · Los Angeles Lakers · Chicago Bulls · San Antonio Spurs · Milwaukee Bucks                                                    |
| 44 | Bob Pettit            | 20880 | 792     | 26,36 | Ala grande        | 1954    | 1965   | Milwaukee Hawks · St. Louis Hawks |
| 45 | David Robinson        | 20790 | 987     | 21,06 | Centro            | 1989    | 2003   | San Antonio Spurs |
| 46 | George Gervin*        | 20708 | 791     | 26,18 | Guardia           | 1974    | 1986   | San Antonio Spurs · Chicago Bulls |
| 47 | LaMarcus Aldridge     | 20558 | 1076    | 19,11 | Ala grande        | 2006    | 2022   | Portland Trail Blazers · San Antonio Spurs · Brooklyn Nets                                                                                      |
| 48 | Giannis Antetokounmpo | 20538 | 859     | 23,91 | Ala grande        | 2013    | —      | Milwaukee Bucks |
| 49 | Mitch Richmond        | 20497 | 973     | 21,00 | Guardia           | 1988    | 2002   | Golden State Warriors · Sacramento Kings · Washington Wizards · Los Angeles Lakers                                                              |
| 50 | Joe Johnson           | 20407 | 1277    | 15,98 | Guardia           | 2001    | 2022   | Boston Celtics · Phoenix Suns · Atlanta Hawks · Brooklyn Nets · Miami Heat · Utah Jazz · Houston Rockets                                        |